# Szah Ali Bejglu
Szah Ali Bejglu (pers. شاه علي بيگلو) – wieś w północnym Iranie, w Azerbejdżanie Wschodnim. W 2006 roku miejscowość liczyła 65 mieszkańców w 29 rodzinach.